# Wisła Puławy (piłka nożna)
KS Wisła Puławy – sekcja piłkarska wielosekcyjnego klubu sportowego o tej samej nazwie. Została założona w 1923 w Puławach, a w 1930 oficjalnie zarejestrowana. W latach 1939–1945 drużyna formalnie nie istniała, zaś w 1948 ponownie ją zarejestrowano i przystąpiła ona do rozgrywek klasy C. W następnych latach utworzono kolejne drużyny w ramach sekcji, a w latach 60. i 70. pierwszy zespół występował w klasie okręgowej i międzywojewódzkiej. W 1982 awansował on po raz pierwszy do III ligi centralnej, zaś w latach 90. grał głównie w IV lidze. Po reorganizacji rozgrywek przeprowadzonej po sezonie 2007/2008, pierwsza drużyna Wisły rozegrała jeden sezon w IV lidze, dwa w III lidze oraz pięć w II lidze. 10 czerwca 2016 klub zanotował historyczny awans do I ligi, po czym spadł do II, a następnie III ligi.

## Historia

### Początki (1923–1945)
W kwietniu 1923 uczniowie Gimnazjum im. Adama Jerzego ks. Czartoryskiego z Jerzym Gąsiorowskim na czele założyli klub sportowy „Wisła”, który był de facto drużyną piłki nożnej. Prócz uczniów, w skład klubu wchodziła również młodzież pracująca. Drużyna nie miała własnego boiska ani sprzętu, nie otrzymywała także żadnych dotacji. Wkrótce jednak mjr Górski, komendant 2 Pułku Saperów Kaniowskich, pozwolił na korzystanie z boiska wojskowego, zaś środki na działalność pochodziły od ojca założyciela, właścicieli sklepów i rzemieślników zainteresowanych piłką nożną oraz z opłat za wstęp na mecze. Te początkowo rozgrywane były z zespołami prezentującymi podobny poziom – zarówno miejscowymi, jak i przyjezdnymi, m.in. z Garwolina czy Zwolenia. W 1930 puławska drużyna została zarejestrowana w Okręgowym Związku Piłki Nożnej w Lublinie. Wówczas klub reprezentowali:
- bramkarze: Kazimierz Sapała, Henryk Misiurek, Siwiec,
- obrońcy: Jan Zadura, Tadeusz Kaniewski, Stanisław i Michał Krawczykowie,
- pomocnicy: Zbigniew Krzyżanowski, Jan Ronisz, Bogdan Rodakowski,
- napastnicy: Antoni Ochnio, Bogusław Marzys, Jerzy Amroziński, Wacław Najdycz, Bujanowski[6].

W 1939, w momencie wybuchu II wojny światowej, klub formalnie przestał istnieć. Część zawodników i działaczy wzięła udział w kampanii wrześniowej, pozostali natomiast organizowali sporadyczne treningi na terenach dawnej strzelnicy przy ul. Bema. W 1943 sparingi te przerwano w obawie przed niemiecką żandarmerią i policją.

### Klasa C, B i A (1945–1961)
W marcu 1945, niedługo po wyzwoleniu, zawodnicy, którzy przeżyli wojnę, odnaleźli się i reaktywowali klub pod dawną nazwą. W mieście funkcjonował również drugi klub – „Związkowiec”, którego mecenasem była Powiatowa Rada Związków Zawodowych. Zarządy obydwu klubów porozumiały się i zdecydowały o połączeniu sił. W wyniku fuzji powstał Klub Sportowy „Wisła”.
W 1947 Prezydium Miejskiej Rady Narodowej w Puławach przekazało klubowi teren przy ul. Bema. Rok później drużynę zarejestrowano w Lubelskim Okręgowym Związku Piłki Nożnej do rozgrywek w klasie C. W kolejnych latach piłkarska sekcja Wisły rozrastała się. Utworzona została druga drużyna seniorów, juniorów i cztery zespoły trampkarzy, zaś pierwsza drużyna seniorska awansowała w tym czasie do klasy B, a następne A.
W latach 50. drużyna była trenowana kolejno przez: Michała Tymosławskiego, Włodzimierza Stępniaka i Mikołaja Zielińskiego. W okresie tym najdłużej i najczęściej w pierwszym zespole Wisły występowali: Henryk Raczyński, Stanisław Borysławski, Jerzy Capała, Jerzy Krawczyk, Czesław Filipek, Zdzisław Chałkowski, Ryszard Szczechowski, Henryk Chojak, Lucjan Rutkowski, Zenon Krzywiec i Bugała.
9 lipca 1961 Wisła, remisem 2:2 w wyjazdowym meczu z Tomasovią Tomaszów Lubelski, zakończyła sezon 1960/1961 w A-klasie. Drużyna, podobnie jak Gwardia Chełm, zdobyła łącznie 36 punktów. Obydwa te zespoły zapewniły sobie awans z czołowych pozycji do ligi okręgowej, jednak zgodnie z regulaminem rozgrywek musiały one zagrać dodatkowy mecz na neutralnym gruncie, by wyłonić ostatecznego mistrza. Wstępnie OZPN rozważał rozegranie spotkania 23 lipca w Lublinie. 20 lipca podano jednak, że mecz odbędzie się za 2 dni. Następnego dnia poinformowano, że kierownictwo Gwardii zostało zawiadomione o terminie spotkania nieregulaminowo i na jego prośbę mecz ostatecznie przesunięto na 30 lipca. Tego dnia na stadionie Startu Lublin Wisła uległa Gwardii 0:2 i tym samym zajęła 2. miejsce w tabeli.

### Liga okręgowa i międzywojewódzka (1961–1982)
28 sierpnia 1961 pierwszy zespół Wisły rozpoczął od porażki 1:3 z Avią Świdnik sezon 1961/1962 w lidze okręgowej. Ostatecznie rozgrywki te zakończył na 10. miejscu, zaś rok później uplasował się dwie lokaty wyżej. Od sezonu 1963/1964 drużyna utrzymywała się w czołówce tabeli. Po rozgrywkach 1965/1966, w których Wisła zajęła 7. miejsce, drużyna spadła o jeden poziom rozgrywkowy w związku z reorganizacją.
10 sierpnia 1966 klub został przejęty przez Zakłady Azotowe „Puławy” i przyjął nazwę Zakładowy Klub Sportowy „Wisła” Puławy. W sezonie 1966/1967 drużyna zajęła 6. miejsce, a w 1967/1968 wygrała ligę okręgową, dzięki czemu awansowała do ligi międzywojewódzkiej. W sezonie 1968/1969 Wisła uplasowała się na 6. miejscu, zaś rok później, przez kryzys organizacyjny i szkoleniowy, zajęła 13. miejsce i z powrotem znalazła się w lidze okręgowej. Rozegrała w niej jednak tylko jeden sezon, gdyż zmiana trenera i opracowanie długoterminowego planu szkoleniowego zaowocowały zwycięstwem i powrotem do ligi międzywojewódzkiej. W sezonie 1971/1972 zespół zajął 8. miejsce, a rok później 12., co przed reorganizacją dyscypliny gwarantowało mu pozostanie w lidze międzywojewódzkiej, jednak po tej reorganizacji oznaczało spadek do ligi okręgowej. W sezonie 1973/1974 Wisła została mistrzem tej klasy oraz reprezentowała region w barażach o II ligę. Nie odniosła w nich jednak sukcesu – zespół przegrał wszystkie cztery mecze i nie strzelił ani jednej bramki. Rundę jesienną kolejnego sezonu w klasie wojewódzkiej puławianie rozpoczęli od bezbramkowego remisu z beniaminkiem Lewartem Lubartów, po czym zarząd klubu zdecydował o odmłodzeniu drużyny. Działanie to przyniosło pozytywne rezultaty i ostatecznie zespół na koniec sezonu uplasował się na 5. pozycji, a po rozgrywkach 1975/1976 na 7. miejscu tabeli ligi wojewódzkiej.
2 sierpnia 1976 lubelski OZPN utworzył klasę wojewódzką A, w skład której weszło 14 drużyn, w tym Wisła Puławy. Zespół wygrał rozgrywki 1976/1977 i awansował do klasy międzywojewódzkiej, w której rok później zajął ostatnie miejsce. W sezonie 1978/1979 PZPN powołał międzyokręgowe klasy A, w której znalazły się najlepsze drużyny klasy wojewódzkiej i najgorsze ligi międzywojewódzkiej, w tym Wisła. Rozgrywki te klub zakończył na wysokim miejscu, ale bez awansu. Promocją natomiast zakończył się sezon 1979/1980, po którym nastąpiła kolejna reorganizacja. W jej wyniku Wisła rozegrała trzy mecze barażowe o wejście do III ligi. Wygrała pierwsze dwa z Chełmianką Chełm i Unią Oświęcim, ale w trzecim uległa drużynie Igloopol Dębica i ostatecznie pozostała w klasie okręgowej. W sezonie 1980/1981 zespół został wicemistrzem okręgu, a rok później mistrzem. Awans do III ligi centralnej wywalczyła drużyna, kierowana od stycznia 1981 przez Janusza Wierzchowskiego, w składzie:
- bramkarze: Antoni Piasecki, Artur Tomasik, Jerzy Łukasiewicz,
- obrońcy: Jan Rejch, Roman Syroka, Robert Gorgol, Sławomir Gronowski,
- pomocnicy: Radosław Gąsiorowski, Kazimierz Bojek, Janusz Rybak, Sławomir Moniuszko, Jerzy Krawczyk, Krzysztof Lubawy, Lech Krawczak,
- napastnicy: Zbigniew Capała, Waldemar Wojciechowski, Mirosław Banaszek[32].

Ponadto w 1981 nazwę klubu zmieniono na Klub Sportowy „Wisła” Puławy.

### III liga centralna (1982–1992)
Po rozgrywkach 1981/1982 zespół awansował do III ligi i występował w niej do sezonu 1991/1992.
W okresie tym kolejnymi trenerami zespołu byli: Jerzy Krawczyk, Radosław Gąsiorowski, Janusz Kleszczyński, Janusz Wierzchowski i Marek Nowak. W drużynie występowali: Artur Tomasik, Sławomir Gronowski, Jacek Sętowski, Dariusz Migdal, Piotr Grudzień, Sławomir Moniuszko, Jacek Magnuszewski, Lech Krawczak, Józef Zolech, Adam Kamola, Mariusz Kustra, Andrzej Pidek, Wojciech Pięta, Waldemar i Józef Dudkowie, Kazimierz Winiarczyk, Sławomir Kursa, Mirosław Sikora, Dariusz Popławski, Adam Żur i inni.

### Rozgrywki IV i V poziomu (1992–2011)
Po rozgrywkach 1991/1992 zespół spadł do klasy okręgowej, zaś w sezonie 1997/1998 zajął 9. miejsce i w związku z reorganizacją rozgrywek drużyna ponownie spadła. W kolejnej odsłonie rozgrywek V poziomu Wisła uplasowała się na szczycie tabeli i znalazła się w IV lidze. W sezonach 1999/2000, 2000/2001 i 2001/2002 zespół zajął dalsze miejsca, a rok później uplasował się na spadkowej, 14. lokacie. W rozgrywkach 2003/2004 drużyna kolejny raz wygrała swoją grupę i po barażach ponownie awansowała do IV ligi. Następny sezon Wisła zakończyła na 15. miejscu, co oznaczało spadek do V ligi. W sezonie 2006/2007 drużyna wygrała swoją grupę i awansowała do IV ligi, w której rok później zajęła 7. miejsce i zanotowała spadek do ligi, która po reorganizacji rozgrywek została nazwana IV ligą. Po rozgrywkach 2008/2009 przeszła ponownie do III ligi. Ponadto w 2009 zdobyła Puchar Polski na szczeblu wojewódzkim.

### II liga (2011–2016)

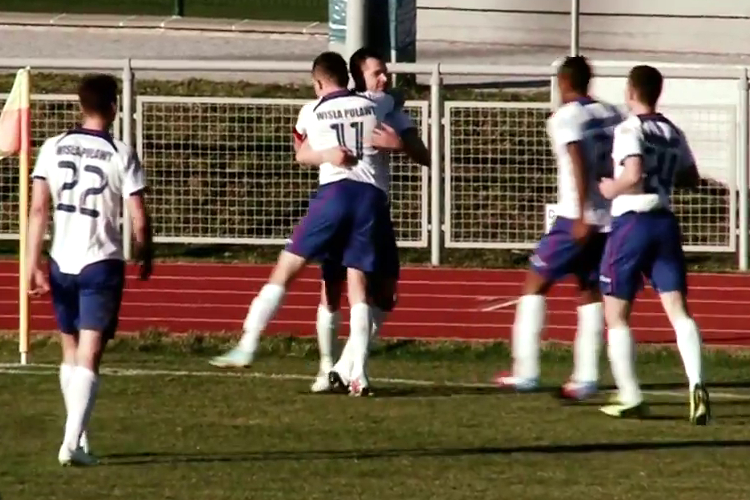
Wiślacy podczas meczu z Wigrami Suwałki w sezonie 2013/2014 II ligi

W sezonie 2010/2011 Wisła wywalczyła awans do II ligi i w niej rozegrała kilka kolejnych sezonów. W rozgrywkach 2011/2012 zajęła 8. miejsce, rok później była 5., natomiast w sezonie 2013/2014, zakończonym 8 czerwca 2014, ponownie zajęła 8. miejsce. Dziesięć dni później Marcin Jałocha zastąpił Jacka Magnuszewskiego na stanowisku trenera drużyny. 28 sierpnia, po remisie i 4 porażkach w rundzie jesiennej rozgrywek 2014/2015, Jałocha został zwolniony przez zarząd klubu, a jego miejsce tymczasowo zajął Robert Złotnik. 10 września, po kolejnej przegranej i remisie, szkoleniowcem Wisły został Bohdan Bławacki. Pod jego wodzą Wisła zakończyła ten sezon na 13. miejscu, zaś w sezonie 2015/2016 zajęła 4. miejsce, które gwarantowało drużynie udział w barażach. 31 maja 2016 Polski Związek Piłki Nożnej poinformował o nieprzyznaniu Zawiszy Bydgoszcz licencji na grę w I lidze w kolejnym sezonie. Klub ten złożył odwołanie w tej sprawie, ale nie spełniało ono wymogów formalnych, w związku z czym 9 czerwca PZPN podtrzymał swoją decyzję. Wówczas odwołane zostały także mecze barażowe pomiędzy Wisłą a zespołem MKS Kluczbork. Dzień później puławska drużyna uzyskała warunkową licencję na grę na „zapleczu Ekstraklasy”, co oznaczało historyczny dla klubu awans do tego poziomu rozgrywek. 26 czerwca 2016 Bławacki przedłużył kontrakt na kolejny sezon, ale ostatecznie 13 lipca z powodów osobistych zrezygnował z trenowania Wisły. Dzień później zastąpił go Robert Złotnik.

### I liga (2016–2017)
30 lipca 2016 Wisła rozegrała pierwszy mecz w I lidze, który zakończył się bezbramkowym remisem z MKS Kluczbork. Po 19-meczowej rundzie jesiennej sezonu 2016/2017, którą puławski zespół zakończył 25 listopada przegraną 0:1 z Olimpią Grudziądz, drużyna uplasowała się na barażowym, 15. miejscu.
6 grudnia 2016 podano, że między 18 stycznia a 25 lutego 2017 drużyna rozegra 11 spotkań sparingowych, a w międzyczasie, od 23 do 28 stycznia 2017, odbędzie się obóz przygotowawczy. Pod koniec grudnia natomiast klub poinformował, że poszukuje nowego trenera pierwszego zespołu. Dotychczasowy szkoleniowiec Robert Złotnik miał wówczas licencję trenerską UEFA A i przed rozpoczęciem sezonu został warunkowo dopuszczony przez PZPN do trenowania I-ligowej drużyny. Aby pozostać na stanowisku musiałby ukończyć kurs UEFA Pro, ale jego kolejna edycja została zaplanowana dopiero na 2018. Na początku stycznia 2017 Wisła podała, że Złotnik zostanie drugim trenerem oraz klub niebawem zawrze kontrakt z jego następcą. 3 stycznia trenerem drużyny został Adam Buczek, a dzień później na 18 stycznia ustalono jeszcze jeden sparing. 9 stycznia miał miejsce pierwszy trening w tym roku, którym rozpoczęto przygotowania do rundy wiosennej. Zakończono je 25 lutego zwycięstwem 1:0 nad Podlasiem Biała Podlaska. W przerwie zimowej klub dokonał sześciu transferów, w tym trzech wypożyczeń.
4 marca 2017 Wisła w pierwszym meczu rundy wiosennej wygrała 1:0 z Bytovią Bytów. 4 czerwca, po meczu 34. kolejki przegranym 0:1 z Górnikiem Zabrze, klub uplasował się na 16. miejscu i spadł do II ligi.

### II liga (2017–2018)
29 lipca 2017 pierwszy zespół Wisły rozpoczął sezon 2017/2018 w II lidze od przegranej 0:1 z Siarką Tarnobrzeg.
20 sierpnia 2017 klub rozwiązał umowę z Adamem Buczkiem, trenerem I zespołu. 22 sierpnia jego miejsce zajął Ryszard Wieczorek. 25 października natomiast szkoleniowcem Wisły, po ponad rocznej przerwie, został ponownie Bohdan Bławacki.
Rundę jesienną sezonu 2017/2018, która objęła 19 meczów, Wisła zakończyła na 11. pozycji.

## Sezon po sezonie
| Sezon     | Liga                    | Miejsce | Punkty | Bramki | Uwagi                                                                      |                 |
| --------- | ----------------------- | ------- | ------ | ------ | -------------------------------------------------------------------------- | --------------- |
| 1952      | klasa B                 |         |        |        | awans, reorganizacja                                                       | [ 84 ]          |
| 1953      | klasa A                 | 4.      | 18     |        |                                                                            | [ 85 ]          |
| 1954      | klasa A                 | 8.      | 24     |        |                                                                            | [ 86 ]          |
| 1955      | klasa A                 | 5.      | 25     |        |                                                                            | [ 87 ]          |
| 1956      | klasa A                 | 11.     | 19     |        |                                                                            | [ 88 ]          |
| 1957      | klasa A                 | 10.     | 17     | 39–57  |                                                                            | [ 89 ]          |
| 1958      | klasa A                 | 4.      | 26     | 46–40  |                                                                            | [ 90 ]          |
| 1959      | klasa A                 | 8.      | 20     | 43–41  |                                                                            | [ 91 ]          |
| 1960      | klasa A                 | 9.      | 18     | 33–47  |                                                                            | [ 92 ]          |
| 1960/1961 | klasa A                 | 2.      | 36     | 76–36  | awans do klasy okręgowej                                                   | [ 16 ]          |
| 1961/1962 | klasa okręgowa          | 10.     | 15     | 36–44  |                                                                            | [ 18 ]          |
| 1962/1963 | klasa okręgowa          | 8.      | 17     | 28–47  |                                                                            | [ 19 ]          |
| 1963/1964 | klasa okręgowa          | 5.      | 24     | 35–31  |                                                                            | [ 93 ]          |
| 1964/1965 | klasa okręgowa          | 4.      | 30     |        |                                                                            | [ 94 ]          |
| 1965/1966 | klasa okręgowa          | 7.      | 19     |        | spadek w związku z reorganizacją rozgrywek                                 | [ 20 ] [ 21 ]   |
| 1966/1967 | klasa okręgowa          | 6.      | 23     | 29–25  |                                                                            | [ 95 ]          |
| 1967/1968 | klasa okręgowa          | 1.      | 35     | 43–10  | awans do klasy międzywojewódzkiej                                          | [ 96 ]          |
| 1968/1969 | klasa międzywojewódzka  | 6.      | 33     | 34–28  |                                                                            | [ 97 ]          |
| 1969/1970 | klasa międzywojewódzka  | 14.     | 25     | 33–37  | spadek do klasy okręgowej                                                  | [ 98 ]          |
| 1970/1971 | klasa okręgowa          | 1.      | 39     | 44–17  | awans do klasy międzywojewódzkiej                                          | [ 99 ]          |
| 1971/1972 | klasa międzywojewódzka  | 8.      | 32     | 28–31  |                                                                            | [ 100 ]         |
| 1972/1973 | klasa międzywojewódzka  | 12.     | 24     | 17–32  | spadek do klasy okręgowej w związku z reorganizacją rozgrywek              | [ 101 ] [ 28 ]  |
| 1973/1974 | klasa okręgowa          | 1.      | 46     | 51-12  | awans do klasy międzywojewódzkiej, bez awansu do II ligi po barażach       | [ 28 ]          |
| 1974/1975 | klasa międzywojewódzka  | 5.      | 29     | 39–24  |                                                                            | [ 102 ] [ 103 ] |
| 1975/1976 | klasa międzywojewódzka  | 7.      | 33     | 39–25  | spadek w związku z reorganizacją rozgrywek                                 | [ 104 ] [ 29 ]  |
| 1976/1977 | klasa wojewódzka A      | 1.      |        |        | awans do klasy międzywojewódzkiej                                          | [ 30 ]          |
| 1977/1978 | klasa międzywojewódzka  | 14.     | 16     | 11–29  | spadek, reorganizacja                                                      | [ 30 ]          |
| 1978/1979 | klasa międzyokręgowa A  | 4.      | 34     |        |                                                                            | [ 105 ]         |
| 1979/1980 | klasa międzyokręgowa A  | 1.      | 40     | 71–16  | awans, reorganizacja, porażka w barażach o III ligę                        | [ 31 ]          |
| 1980/1981 | klasa okręgowa          | 2.      | 36     | 60–11  |                                                                            | [ 106 ]         |
| 1981/1982 | klasa okręgowa          | 1.      | 40     | 73–19  | awans do III ligi                                                          | [ 107 ]         |
| 1982/1983 | III liga                | 3.      | 31     | 45–26  |                                                                            | [ 108 ]         |
| 1983/1984 | III liga                | 8.      | 26     | 28–20  |                                                                            | [ 109 ]         |
| 1984/1985 | III liga                | 3.      | 32     | 32–21  |                                                                            | [ 110 ]         |
| 1985/1986 | III liga                | 8.      | 31     | 42–40  |                                                                            | [ 111 ]         |
| 1986/1987 | III liga                | 8.      | 28     | 27–26  |                                                                            | [ 112 ]         |
| 1987/1988 | III liga                | 6.      | 29     | 39–32  |                                                                            | [ 113 ]         |
| 1988/1989 | III liga                | 8.      | 22     | 30–32  |                                                                            | [ 114 ]         |
| 1989/1990 | III liga                | 5.      | 48     | 50–41  |                                                                            | [ 111 ]         |
| 1990/1991 | III liga                | 5.      | 39     | 57–38  |                                                                            | [ 115 ]         |
| 1991/1992 | III liga                | 15.     | 18     | 29–68  | spadek do IV ligi                                                          | [ 116 ]         |
| 1992/1993 | IV liga                 | 2.      | 44     | 81–39  |                                                                            | [ 117 ]         |
| 1993/1994 | IV liga                 | 4.      | 37     | 54–39  |                                                                            | [ 118 ]         |
| 1994/1995 | IV liga makroregionalna | 3.      | 37     | 65–27  |                                                                            | [ 119 ]         |
| 1995/1996 | IV liga makroregionalna | 11.     | 36     | 46–57  |                                                                            | [ 120 ]         |
| 1996/1997 | IV liga makroregionalna | 2.      | 62     | 56–21  |                                                                            | [ 121 ]         |
| 1997/1998 | IV liga makroregionalna | 9.      | 43     | 52–43  | spadek w związku z reorganizacją rozgrywek                                 | [ 36 ]          |
| 1998/1999 | klasa okręgowa          | 1.      | 76     | 99–30  | awans                                                                      | [ 36 ]          |
| 1999/2000 | IV liga makroregionalna | 10.     | 49     | 59–45  |                                                                            | [ 37 ]          |
| 2000/2001 | IV liga                 | 8.      | 53     | 58–67  |                                                                            | [ 122 ]         |
| 2001/2002 | IV liga                 | 10.     | 51     | 53–51  |                                                                            | [ 38 ]          |
| 2002/2003 | IV liga                 | 14.     | 46     | 51–62  | spadek do klasy okręgowej                                                  | [ 39 ]          |
| 2003/2004 | klasa okręgowa          | 1.      | 69     | 61–21  | awans do IV ligi po barażach                                               | [ 40 ] [ 41 ]   |
| 2004/2005 | IV liga                 | 15.     | 19     | 27–70  | spadek do klasy okręgowej                                                  | [ 42 ]          |
| 2005/2006 | klasa okręgowa          | 2.      | 69     | 65–32  |                                                                            | [ 123 ]         |
| 2006/2007 | klasa okręgowa          | 1.      | 75     | 93–22  | awans do IV ligi                                                           | [ 43 ]          |
| 2007/2008 | IV liga                 | 7.      | 48     | 53–34  | spadek do klasy okręgowej, nazwanej po reorganizacji IV ligą               | [ 44 ]          |
| 2008/2009 | IV liga                 | 2.      | 70     | 98–28  | awans do III ligi                                                          | [ 124 ]         |
| 2009/2010 | III liga                | 10.     | 38     | 43–40  |                                                                            | [ 125 ]         |
| 2010/2011 | III liga                | 1.      | 65     | 70–36  | awans do II ligi                                                           | [ 126 ]         |
| 2011/2012 | II liga                 | 8.      | 38     | 33–32  |                                                                            | [ 45 ]          |
| 2012/2013 | II liga                 | 5.      | 53     | 42–43  |                                                                            | [ 46 ]          |
| 2013/2014 | II liga                 | 8.      | 50     | 48–41  |                                                                            | [ 47 ]          |
| 2014/2015 | II liga                 | 13.     | 39     | 45–54  |                                                                            | [ 51 ]          |
| 2015/2016 | II liga                 | 4.      | 57     | 47–30  | awans do I ligi bez baraży dzięki nieprzyznaniu licencji Zawiszy Bydgoszcz | [ 52 ] [ 55 ]   |
| 2016/2017 | I liga                  | 16.     | 33     | 33–49  | spadek do II ligi                                                          | [ 78 ]          |
| 2017/2018 | II liga                 | 16.     | 36     | 34–44  | spadek do III ligi                                                         | [ 127 ]         |
| 2018/2019 | III liga, gr. IV        | 4.      | 60     | 41–31  |                                                                            | [ 128 ]         |
| 2019/2020 | III liga, gr. IV        | 6.      | 29     | 21–19  |                                                                            | [ 129 ]         |
| 2020/2021 | III liga, gr. IV        | 1.      | 96     | 100–31 | awans do II ligi                                                           | [ 130 ]         |
| 2021/2022 | II liga                 | 11.     | 44     | 56–54  |                                                                            | [ 131 ]         |
| 2022/2023 | II liga                 | 5.      | 56     | 56–38  | przegrane baraże o awans do I ligi                                         | [ 132 ]         |
| 2023/2024 | II liga                 | 12.     | 41     | 48–50  |                                                                            | [ 133 ]         |
| 2024/2025 | II liga                 | 15.     | 34     | 51-58  | Wycofanie po zakończeniu rozgrywek i karna degradacja administracyjna      | [ 134 ] [ 135 ] |
| 2025/2026 | klasa okręgowa          |         |        |        |                                                                            |                 |

| Oznaczenie kolorami |
| ------------------- |
| II poziom ligowy    |
| III poziom ligowy   |
| IV poziom ligowy    |
| V poziom ligowy     |
| VI poziom ligowy    |

## Skład i trenerzy

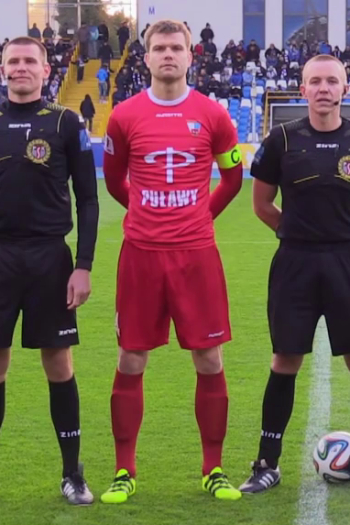
Mateusz Pielach – kapitan drużyny w sezonie 2016/2017

Sztab szkoleniowy oraz kadra według stanu na 26 lipca 2024 r.:
- trener –  Maciej Tokarczyk
- asystent trenera - Łukasz Sasin
- asystent trenera – Patryk Mrugacz
- kierownik drużyny – Ireneusz Rybicki

| Nr | Poz. | Piłkarz            |
| -- | ---- | ------------------ |
| 1  | BR   | Jan Szpaderski     |
| 12 | BR   | Kacper Murat       |
| 6  | OB   | Łukasz Kabaj       |
| 17 | OB   | Radosław Śledzicki |
| 2  | OB   | Patryk Waliś       |
| 3  | OB   | Adam Gałązka       |
| 4  | OB   | Maciej Kiełkucki   |
| 11 | PO   | Kamil Kargulewicz  |
| 5  | PO   | Sebastian Koziej   |

| Nr | Poz. | Piłkarz           |
| -- | ---- | ----------------- |
| 18 | PO   | Leonard Brykowski |
| 7  | PO   | Oskar Fyk         |
| 22 | PO   | Franciszek Łuczuk |
| 15 | PO   | Oskar Kozdroń     |
| 20 | PO   | Kacper Piątek     |
| 10 | PO   | Bartosz Wiktoruk  |
| 8  | PO   | Kamil Kumoch      |
| 19 | PO   | Kacper Szymanek   |
| 16 | PO   | Jakub Zych        |
| 21 | PO   | Marcel Zylla      |
| 9  | NA   | Bartosz Guzdek    |